# Qualificazioni alla Coppa araba 1998
Sono elencate di seguito le date e i risultati per le qualificazioni alla Coppa araba 1998.

## Formula
Il Qatar (come paese ospitante), l'Egitto (come campione in carica), l'Arabia Saudita e il Marocco (come partecipanti alla fase finale della Coppa del Mondo 1998 in Francia), sono qualificate automaticamente alla fase finale, mentre l'Iraq è squalificato. Rimangono 8 posti disponibili per la fase finale. Le qualificazioni si dividono in quattro zone: Zona del Golfo, Mar Rosso, Zona Orientale, Nord Africa.

## Zona del Golfo
Bahrein e Oman ritirati. Emirati Arabi Uniti e Kuwait qualificati alla fase finale.

## Mar Rosso
Comore, Somalia e Yemen ritirati. Sudan qualificato alla fase finale.

## Nord Africa
Mauritania e Tunisia ritirati. Algeria e Libia qualificati alla fase finale.

## Zona Orientale
| Beirut 20 luglio 1998 | Siria | 3 – 0 | Giordania | Stadio Città dello Sport Camille Chamoun |

| Beirut 20 luglio 1998 | Libano | 3 – 1 | Palestina | Stadio Città dello Sport Camille Chamoun |

| Beirut 23 luglio 1998 | Palestina | 1 – 2 | Siria | Stadio Città dello Sport Camille Chamoun |

| Beirut 23 luglio 1998 | Libano | 0 – 2 | Giordania | Stadio Città dello Sport Camille Chamoun |

| Beirut 26 luglio 1998 | Giordania | 1 – 1 | Palestina | Stadio Città dello Sport Camille Chamoun |

| Beirut 26 luglio 1998 | Libano | 0 – 1 | Siria | Stadio Città dello Sport Camille Chamoun |

| Pos | Squadra   | P.ti | G | V | N | P | GF | GS | DR |
| --- | --------- | ---- | - | - | - | - | -- | -- | -- |
| 1   | Siria     | 9    | 3 | 3 | 0 | 0 | 6  | 1  | +5 |
| 2   | Giordania | 4    | 3 | 1 | 1 | 1 | 3  | 4  | -1 |
| 3   | Libano    | 3    | 3 | 1 | 0 | 2 | 3  | 4  | -1 |
| 4   | Palestina | 1    | 3 | 0 | 1 | 2 | 3  | 6  | -3 |

Siria, Giordania e Libano qualificati alla fase finale.